# Sidonie Springer
Sidonie Springer (* 4. Mai 1878 in Buchwaldsdorf  tschechisch Bučnice, OT von Wekelsdorf, Bezirk Braunau, Königreich Böhmen; † 7. September 1937 in Pritzwalk, Landkreis Prignitz) war eine deutsch-böhmische Malerin und Grafikerin. Sie schuf vorwiegend Landschaftsbilder, Seestücke, Genremalerei und figurale Studien, die sie in Prager und Wiener Galerien präsentierte.

## Leben und Wirken

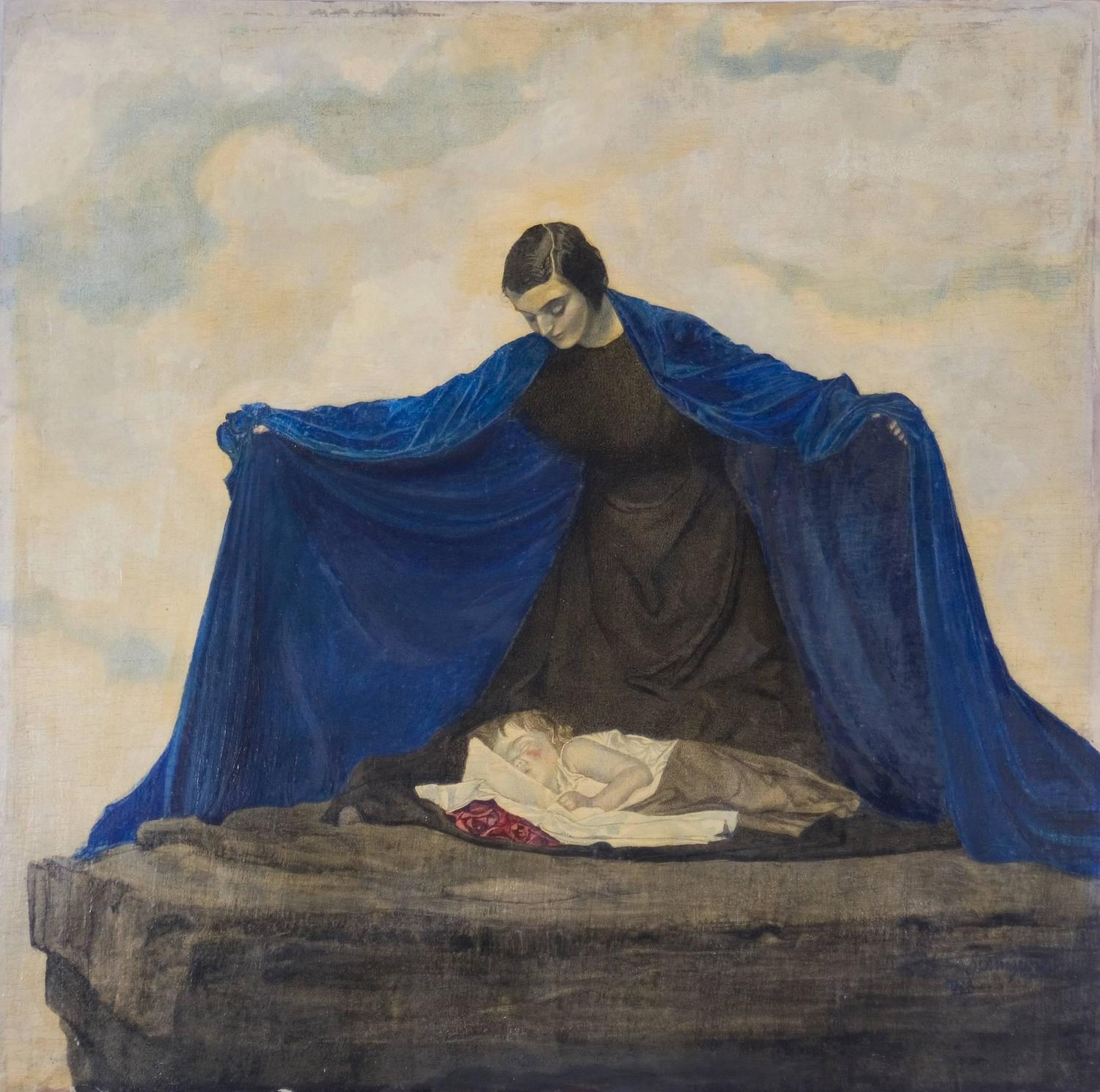
Knabe unter dem Schutzmantel von Sidonie Springer

Sidonie Springer begann ihre Ausbildung an der Schule für Angewandte Kunst in Gablonz an der Neiße. Im Jahr 1897 ging sie nach Prag an die Kunstgewerbeschule und studierte Dekorative Malerei bei Jakub Schikaneder (1855–1924). Nach dem Studium war sie für kurze Zeit in der Französischen Schweiz. Danach ging sie nach Wien und besuchte die Graphische Lehr- und Versuchsanstalt, später lebte sie in Trautenau im Riesengebirge. 
1905 heiratete sie den Maler und Grafiker Ferdinand Staeger (1880–1976). Mit ihm lebte sie von 1908 bis 1923 in München. In jener Zeit signierte sie ihre Werke mit „Staeger-Springer“. Danach trennte sie sich von ihrem Mann und lebte 1925/1926 wieder in Prag. Dann kehrte sie ins Riesengebirge zurück, wo sie auch zur Künstlerkolonie Schreiberhau gehörte.
Sidonie Springer war Mitglied im Deutschböhmischen Künstlerbund Prag, in der Münchner Künstlergenossenschaft und im Metznerbund sowie im Reichsverband Bildender Künstler Deutschlands.